# Portico e San Benedetto

Portico

Portico e San Benedetto is een gemeente in de Italiaanse provincie Forlì-Cesena (regio Emilia-Romagna) en telt 829 inwoners (31-12-2004). De oppervlakte bedraagt 60,8 km², de bevolkingsdichtheid is 14 inwoners per km².

## Demografie
Portico e San Benedetto telt ongeveer 383 huishoudens. Het aantal inwoners daalde in de periode 1991-2001 met 10,7% volgens cijfers uit de tienjaarlijkse volkstellingen van ISTAT.
| Jaar | Inwoneraantal |
| ---- | ------------- |
| 1991 | 966           |
| 2001 | 863           |

## Geografie
De gemeente ligt op ongeveer 456 m boven zeeniveau.
Portico e San Benedetto grenst aan de volgende gemeenten: Marradi (FI), Premilcuore, Rocca San Casciano, San Godenzo (FI), Tredozio.
Bagno di Romagna · Bertinoro · Borghi · Castrocaro Terme e Terra del Sole · Cesena · Cesenatico · Civitella di Romagna · Dovadola · Forlimpopoli · Forlì · Galeata · Gambettola · Gatteo · Longiano · Meldola · Mercato Saraceno · Modigliana · Montiano · Portico e San Benedetto · Predappio · Premilcuore · Rocca San Casciano · Roncofreddo · San Mauro Pascoli · Santa Sofia · Sarsina · Savignano sul Rubicone · Sogliano al Rubicone · Tredozio · Verghereto
- Virtual International Authority File: 243895504
- WorldCat: E39PCjtr9VFRfhtbCRGgxFgCXq

1. ↑  https://demo.istat.it/?l=it.